# Platycercini
Platycercini – plemię ptaków z podrodziny dam (Loriinae) w obrębie rodziny papug wschodnich (Psittaculidae).

## Zasięg występowania
Plemię obejmuje gatunki występujące w Australazji i na Fidżi.

## Systematyka
Do plemienia należą następujące rodzaje:
- Psephotus Gould, 1845 – jedynym przedstawicielem jest Psephotus haematonotus (Gould, 1838) – świergotka seledynowa
- Northiella Mathews, 1912
- Purpureicephalus Bonaparte, 1854 – jedynym przedstawicielem jest Purpureicephalus spurius (Kuhl, 1820) – pąsogłówka
- Psephotellus Mathews, 1913
- Barnardius Bonaparte, 1854 – jedynym przedstawicielem jest Barnardius zonarius (Shaw, 1805) – rozella czarnogłowa
- Platycercus Vigors, 1825
- Lathamus Lesson, 1830 – jedynym przedstawicielem jest Lathamus discolor (Shaw, 1790) – papużka ostrosterna
- Prosopeia Bonaparte, 1854
- Eunymphicus J.L. Peters, 1937
- Cyanoramphus Bonaparte, 1854
- Pezoporus Illiger, 1811
- Neopsephotus Mathews, 1912 – jedynym przedstawicielem jest Neopsephotus bourkii (Gould, 1841) – łąkówka liliowa
- Neophema Salvadori, 1891